# Imparfinis piperatus
Imparfinis piperatus är en fiskart som beskrevs av Eigenmann och Norris, 1900. Imparfinis piperatus ingår i släktet Imparfinis och familjen Heptapteridae. Inga underarter finns listade i Catalogue of Life.